# 中國人權律師團
中國人權律師團，又名中国保障人权律师服务团由王成、唐吉田、江天勇三名中國律师於2013年9月发起成立，旨在提供中国公民更及时有效的法律服务、維護公民權利，促进中國人权发展。2014年成員已有225名律師，王成表示目前中國大部分維權律師都已加入，由於中國公民權利意識快速提高，在社会冲突较激烈情況下，维权律师感到律師權益、律师人身安全都无法保障，迫使律师必须抱团互助，增加安全感。
中國人權律師團是壹個開放性的律師協作平臺。中國人權律師團成立以來，通過發起聯合聲明、介入人權案件或事件等方式為保障人權、推進法治進行了諸多努力。認同人權理念、願意維護公民基本權利的中國律師均可通過人權律師團任壹成員聲明加入。推進法治和捍衛人權是中國人權律師團律師不懈的追求。

## 外部連結
- 2015〈終將擁抱自由--中國人權律師團律師2015年元旦獻詞（页面存档备份，存于）〉